# Чандидас
Чандидас, также Чанди Дас, Чондидаш (бенг. চন্ডীদাস) — крупный бенгальский кришнаитский поэт-лирик XIV — XV веков. Получил широкую известность своими лирическими песнями и гимнами в честь Кришны и Радхи (Радхи-Кришны). С именем Чандидаса связывается создание литературной школы, представители которой приняли участие в реформаторском движении бхакти в индуизме.
В современном литературоведении считается, что под именем «Чандидас» создавали свои стихи три средневековых бенгальских поэта. Одного из них принято называть Бору Чандидас, другого — Двиджа Чандидас, и ещё одного — Дина Чандидас. Известный поэтический сборник «Шри Кришна киртан» («Прославление Господа Кришны») приписывается перу Боры Чандидаса. Однако, среди учёных нет единого мнения о подлинности этого текста.